# King Kong Bundy
Chris Pallies (Atlantic City, 7 de novembro de 1957 – Glassboro, 5 de março de 2019) foi um ator e lutador de luta profissional norte-americano mais conhecido pelo nome de ringue King Kong Bundy.

## Carreira no wrestling
- World Class Championship Wrestling (1982-1984)
- World Wrestling Federation (1985-1988)
- World Wrestling Federation (1994-1995)
- Várias promoções (1997-2007)

## No wrestling
- Finishing e moves
  - Atlantic City Avalanche (Running corner body splash)
  - Running splash
  - Body slam
  - Elbow drop
  - Shoulder block

## Campeonatos e prêmios
- AWA Superstars of Wrestling
  - AWA Superstars World Heavyweight Championship (1 vez)

- Continental Wrestling Association
  - AWA Southern Heavyweight Championship  (1 vez)
  - AWA Southern Tag Team Championship (1 vez) - com Rick Rude

- Georgia Championship Wrestling
  - NWA National Tag Team Championship (1 vez) - com The Masked Superstar

- Maryland Championship Wrestling
  - MCW Heavyweight Championship (1 vez)

- NWA New York
  - NWA New York Heavyweight Championship (1 vez)

- Top Rope Wrestling
  - TRW Heavyweight Championship (1 vez)

- World Class Championship Wrestling
  - WCWA World Heavyweight Championship (2 vezes)
  - WCWA World Tag Team Championship (2 vezes) - com Bill Irwin (1) e Bugsy McGraw (1)

## Filmografia
- Married… with Children (1988)
- Moving (1988)
- Married... with Children (1995)
- Weird Science (Série de TV) (1996)
- Bill's Seat (2002)
- Fight the Panda Syndicate (2008)